# Мьюек, Рон
Рон Мью́ек (англ. Ron Mueck; род. 9 мая 1958, Мельбурн, Австралия) — австралийский и британский скульптор, специализируется на гипернатуралистичной скульптуре.

## Творчество
Рон Мьюек начал свою карьеру с изготовления кукол для детского телевидения. С 1996 года он полностью посвятил себя искусству. Рон Мьюек известен своими необычайно натуралистичными скульптурами. В своих детальных работах, которые всегда меньше натурального размера людей или, напротив, монументальны, Мьюек исследует неоднозначные отношения реальности и искусственного. Его пятиметровая скульптура «Мальчик» (1999) была представлена на Венецианской биеннале. Ранние произведения Рона Мьюека были созданы из стекловолокна, но в последнее время он начал работать с силиконом, который более пластичен и позволяет легче формировать части тела и добавлять волосы.

## Персональные выставки

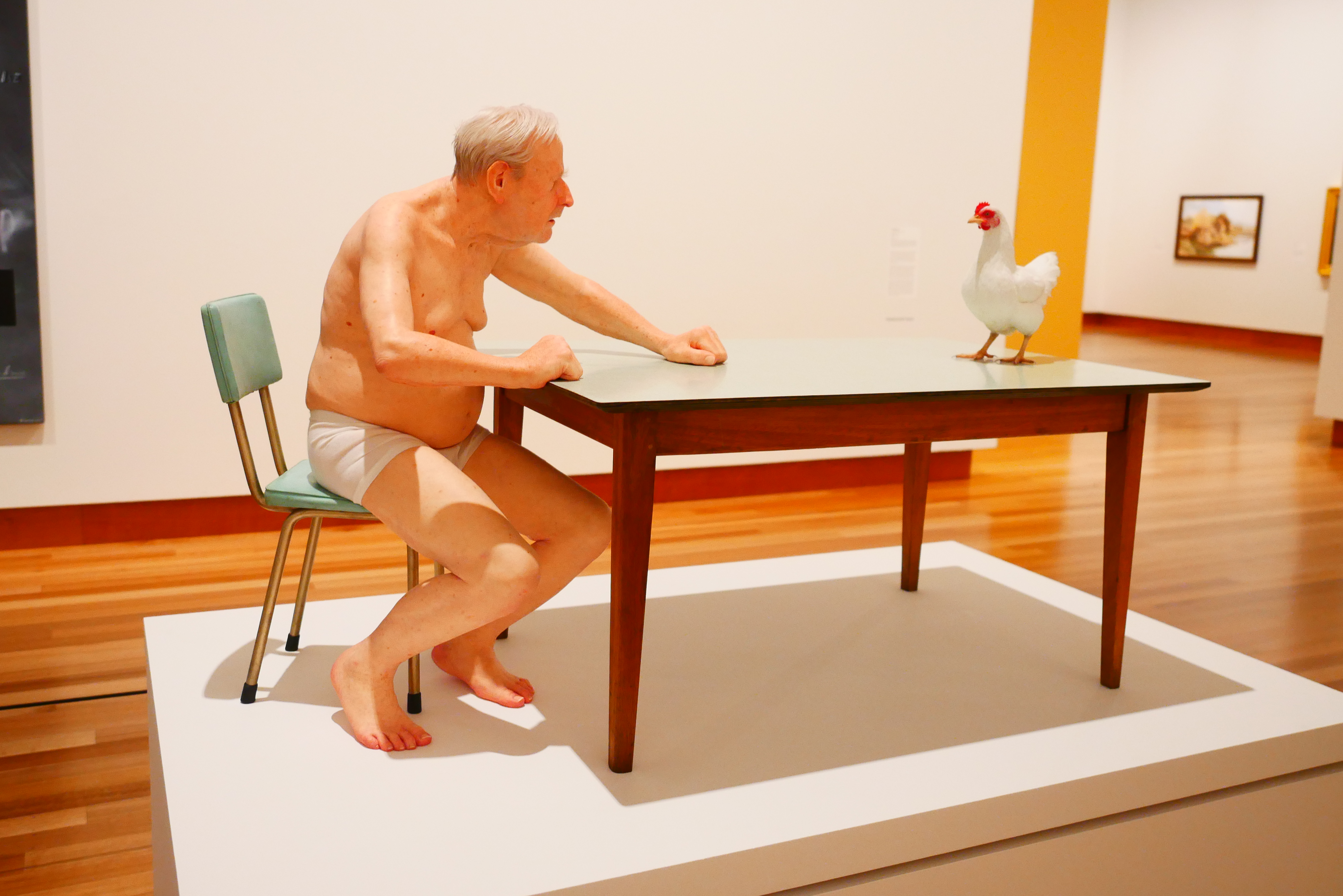
Chicken / Man (2019). Художественная галерея Крайстчерча

- 2016 Художественный музей Сары Хилден, Тампере, Финляндия[2]
- 2007 Ron Mueck, National Gallery of Canada, Ottowa, Ontario
- 2006 Ron Mueck, Brooklyn Museum of Art, Brooklyn, November 3, 2006-February 4, 2007
- 2006 Ron Mueck, Scottish National Gallery Museum of Art, Edinburgh, Scotland
- 2004 Ron Mueck, Boy, ARoS Aarhus Kunstmuseum, Århus C, Denmark
- 2003 Ron Mueck, Frans Hals Museum, November 15, 2003-January 18, 2004
- 2003 Ron Mueck: Making Sculpture at the National Gallery, The National Gallery, London, March 19-June 22, 2003
- 2003 Ron Mueck: Sculpture, Museum of Contemporary Art, Sydney, December 19-March 2, 2003
- 2003 Ron Mueck, Hamburger Bahnhof, Berlin
- 2002 Directions — Ron Mueck, Hirshhorn Museum and Sculpture Garden, July 18-October 27, 2002
- 2001 James Cohan Gallery, New York
- 2000 Anthony d’Offay Gallery, London
- 1998 Anthony d’Offay Gallery, London

## Публичные коллекции
- The Modern Art Museum of Fort Worth, Fort Worth, TX
- Hirshhorn Museum and Sculpture Garden, Washington, D.C.
- San Francisco Museum of Modern Art, San Francisco, CA